# Николо-Корма
Николо-Корма — село на территории Николо-Кормской сельской администрации Покровского сельского поселения Рыбинского района Ярославской области.
(Сельская администрация носит традиционное имя Николо-Кормской, но находится в соседнем селе Никольском).
Село расположено на автомобильной дороге Р104 на участке Углич — Рыбинск, между селом Никольское и деревней Тяпкино. Село, как и дорога, ориентировано с юго-запада на северо-восток. В направлении Рыбинска, в северо-восточной части село вплотную примыкает к селу Никольское, на юго-западе по окраине села с юго-востока на северо-запад протекает река Корма, на другом берегу реки — деревня Тяпкино. В центре села от дороги Р-104 в северо-западном направлении ответвляется дорога в район Коприно, которая проходит через ряд деревень Николо-Кормской сельской администрации: Дегтярицы, Тимошкино, Большое и Малое Высоко, Крутец, Городок.
На плане Генерального межевания Рыбинского уезда 1792 года село обозначено пог(остъ): Никольской что в Кормѣ. По крайней мере с 1862 года село было волостным центром,, затем центром сельсовета.
Село имеет несколько улиц, преобладает традиционная застройка, рубленные избы, фасадами на улицу. Некоторые здания старинной постройки имеют размеры значительно больше традиционных и, вероятно, принадлежали зажиточной части населения. Крупные дома с типовой застройкой рядом с храмами принадлежали церковному причту. В советское время в некоторых из них располагались различные учреждения- родильный дом, почта и т. д.
Ранее село было центром прихода с двумя храмами большой летней церковью и небольшой зимней. В настоящее время зимний храм восстанавливается, а летний находится в руинах. Рядом с церквями находится действующее кладбище, а напротив, через дорогу на берегу реки — святой колодчик и купель для омовений. Автобус связывает село с Рыбинском, Мышкиным и Угличем. Администрация сельского поселения в посёлке и центр врача общей практики находится в посёлке Искра Октября. В селе Никольском находится почтовое отделение, школа, клуб, магазины.
В июле 1942 года в селе был размещён эвакуированный из Выборгского района блокадного Ленинграда детский дом № 16, в Ярославской области он числился под номером 98. Позднее он принимал на воспитание детей из Ярославской области. Дети учились в Николо-Кормской школе. Детский дом был закрыт 1.09.1966.

## Население
| 1859 | 1914 | 2002 | 2007 | 2010 |
| ---- | ---- | ---- | ---- | ---- |
| 204  | ↗245 | ↘95  | ↘74  | ↗80  |

Численность постоянного населения на 1 января 2007 года — 74 человека.

### Известные жители
- Савинский, Дмитрий Васильевич (1885—1966) — экономист, статистик, Заслуженный деятель науки РСФСР (1959).
- Нафанаил (Леандров) (1813—1888) — епископ Русской православной церкви, епископ Екатеринбургский и Ирбитский.